# 倪承寬
倪承寬（1712年—1783年），字余疆，號敬堂，浙江仁和（今杭州市）人，清朝政治人物、探花。

## 生平
乾隆十九年（1754年）登甲戌科一甲第三名进士（探花）。授翰林院编修。乾隆三十三年（1768年）以礼部侍郎出任直隶学政，历仓场侍郎，官至太常寺卿。

## 著作
著有《春及堂集》等。

## 家族
父倪国琏，雍正八年（1730年）進士，官至给事中。